# Sonicpraise
SONICPRAISe je druhé album křesťanské rockové skupiny Sonicflood vydané v roce 2001.

## Skladby
1. „Intro“
2. „Open the Eyes of My Heart“
3. „I Want to Know You (in the Secret)“
4. „Carried Away“
5. „Holy One“
6. „You Are Worthy of My Praise“
7. „Spontaneous Worship“
8. „Did You Feel the Mountains Tremble?“
9. „Lord, I Lift Your Name on High“
10. „Before the Throne of God Above“
11. „I Could Sing of Your Love Forever“ (feat. Lisa Kimmey)
12. „I Have Come to Worship“